# Elena Tsagrinou
Elena Tsagrinou (født 16. november 1994) er en græsk sangerinde, skuespiller og tv-vært. Hun skal repræsentere Cypern ved Eurovision Song Contest 2021 i Rotterdam med sangen "El Diablo"., 